# Les petites chattes sont toutes gourmandes
Pour plus de détails, voir Fiche technique et Distribution.
Les petites chattes sont toutes gourmandes (Alle Kätzchen naschen gern) est une comédie érotique ouest-allemande réalisée par Giuseppe Zaccariello et sortie en 1969.

## Synopsis
Au château de Portillon, un noble et un officier se disputent comme des chiffonniers pour savoir à qui appartient vraiment le château. Chacun s'est installé dans sa partie, et personne n'ose franchir la ligne rouge qui sépare littéralement les deux parties du château au milieu de la cour. Philippe, le factotum des deux hommes, est assis au milieu et sert de paratonnerre. Il a installé un banc en travers de la ligne rouge pour pouvoir écouter en stéréo et synchronicité les injures des deux hommes. Même deux jolies blanchisseuses, la brune Monique et la blonde Babette, ont besoin des grands seigneurs, car ils ne sont pas prêts à en partager une. Tandis que le comte voluptueux aime se délecter de Babette en dehors du travail, le colonel, non moins érotisé, « inspecte » en détail les atouts physiques de Monique sous les nombreuses couches de ses vêtements chastes. Le moral et la virginité des filles sont préservés in extremis, comme convenu auparavant entre elles et Philippe, par le bruit perçant du braiment de l'âne avec lequel Babette et Monique se sont rendues au château sur une charrette.
Le colonel et le comte insistent auprès du juge local pour qu'il règle enfin la question de la propriété. Peu après, la belle Blanche, la fiancée du colonel, arrive de Paris au château. Grâce aux vêtements dont elle s'est débarrassée petit à petit pendant le trajet en carrosse, le jeune et beau René, le neveu du comte, la suit. Blanche veut immédiatement entraîner son fiancé dans son lit, mais le colonel bloque et prétend vouloir garder sa libido pour l'une des deux jeunes blanchisseuses vierges. Folle de rage, Blanche s'en prend à son amant récalcitrant jusqu'à ce qu'il s'échappe de la chambre à coucher. Le comte voit alors une bonne occasion de mettre le feu à sa Némésis et demande à son neveu René de s'occuper de la belle Blanche dans toutes les situations de la vie et de l'amour, dans l'espoir de faire fuir le colonel du château. L'officier a le même projet pour le noble : « Il faut embêter le comte, l'irriter jusqu'au sang », se dit-il. Mais tous deux ne veulent transmettre leurs propres gènes qu'à des vierges, et c'est ainsi que le comte suit la blonde Babette dans la meule de foin de la manière la plus obscène qui soit. Mais c'est dommage que le colonel vienne saboter le tête-à-tête et que le beau René continue à s'occuper de Babette là où le comte n'a jamais pu aller jusqu'à présent.
Alors qu'elle se promène, Blanche a une idée pour avoir René pour elle seule, alors qu'il est en plein conflit érotique avec Babette. Elle déchire sa robe rose et appelle à l'aide à haute voix. René, tout galant qu'il est, se précipite vers elle et tombe quelques secondes plus tard dans les griffes de Blanche. Pendant que le fiancé de cette dernière négocie chez la tante de Monique les modalités d'un mariage avec sa nièce vierge Monique, Blanche se laisse porter par son « sauveur » René dans sa chambre à coucher au château. Peu de temps après, le colonel y fait également son apparition. Le comte se rend à son tour chez la tante Fiquet pour négocier les modalités de son mariage avec Babette. Lui aussi promet à sa future épouse une moitié de château en guise de dot conjugale - bien sûr, comme le colonel, la moitié de château qui ne lui appartient pas. La nuit suivante, la ronde des amoureux est poussée à l'extrême. Le colonel veut envoyer sa fiancée dérangeante au royaume des rêves et demande à Philippe de lui donner un somnifère pour qu'elle puisse ensuite s'amuser avec Monique. Mais comme Blanche est de mèche avec Philippe, c'est le colonel qui perd connaissance à sa place, et Blanche, masquée en Babette, tente d'attraper René. Alors que le comte veut rire à gorge déployée de la bêtise de son rival, il prend lui aussi une gorgée de vin drogué et s'évanouit. Philippe place le comte côte à côte avec le colonel dans son lit.
Au milieu de la nuit, deux silhouettes en armure de chevalier apparaissent dans le château et hantent les couloirs. Ce sont Babette et Monique, qui veulent s'amuser, mais empêchent ainsi René, qui se roule dans les coussins avec Blanche, de tirer. Le lendemain matin, Babette, profondément déçue par René, accepte d'épouser l'avocat Corbon, nettement plus âgé et peu séduisant. René, qui a en fait été pris au dépourvu à chaque fois par Blanche, mais qui en réalité n'est intéressé que par Babette, va voir la mère maquerelle Madame Péronnière, qui a elle aussi ses raisons pour que Corbon n'épouse pas n'importe qui. Tous deux élaborent un plan pour faire échouer le mariage arrangé. Madame enlève en carrosse Babette dans sa robe de mariée et la force à l'enlever sous la menace d'un revolver. À un endroit convenu, René la prend en charge sur son cheval et s'en va avec elle. Corbon ne se doute pas de l'identité de la femme voilée à ses côtés lorsqu'il signe le contrat de mariage. Le soir des noces, il manque d'être frappé : sa fiancée est Madame Peronnière ! Elle a accepté le marché avec René parce qu'elle veut que son nouvel époux lui rende l'argent qu'elle a perdu aux cartes ces derniers temps.
Les deux querelleurs du château en ont définitivement assez l'un de l'autre. Ils se retrouvent au petit matin pour un duel. Pour éviter un bain de sang, toutes les femmes de l'histoire nagent vers l'autre rive pour rejoindre les duellistes. Tandis que Monique, nue, se jette dans les bras du colonel, Blanche, non moins nue, se jette au cou du comte. Le duel est annulé, Éros a gagné. Le lendemain, le comte et le colonel ont une mauvaise surprise : le procureur général de Paris, qui doit décider de la propriété du château, est arrivé. Dans ses bagages, il a apporté le jugement concernant le litige sur le château. Et à la surprise générale, il rejette les prétentions des deux seigneurs en payant des frais. Au lieu de cela, c'est le seul descendant des anciens châtelains Brenton qui est désigné comme nouveau propriétaire, et il s'agit de l'ancien valet Philippe ! Celui-ci fait immédiatement enlever la bande rouge de séparation qui coupait le château en deux et engage le comte et le colonel comme ses serviteurs. A la table richement garnie, Philippe est choyé par Blanche et Monique.

## Fiche technique
- Titre français : Les petites chattes sont toutes gourmandes[1]
- Titre original : Alle Kätzchen naschen gern[2]
- Réalisation : Giuseppe Zaccariello
- Scénario : Kurt Nachmann, Günther Hunold (sous le nom de « Günther Heller »)
- Photographie : Kurt Junek (de)
- Montage : Arnfried Heyne
- Musique : Gerhard Heinz (de)
- Décors : Ferry Windberger
- Production : Karl Spiehs
- Studio de production : Lisa Film GmbH (Munich)
- Pays de production :  Allemagne de l'Ouest
- Langue originale : allemand
- Format : couleurs par Eastmancolor - 1,66:1 - Son mono - 35 mm
- Genre : comédie érotique
- Durée : 84 minutes
- Dates de sortie :
  - Allemagne de l'Ouest : 19 septembre 1969
  - France : 17 février 1971

## Distribution
- Sieghardt Rupp : Colonel de la Roche
- Edwige Fenech : Blanche
- Ernst Stankovski (de) : Comte d'Alzay
- Barbara Capell : Monique
- Angélique Ott : Babette
- Ralf Wolter : Philippe, le valet de pied du château
- Ivan Nesbitt : René
- Helen Vita : Madame Péronnière, la maquerelle
- Paul Esser : Le juge
- Ossy Kolmann : Maitre Corbon
- Ilse Peternell : La tante de Monique et de Babette
- Ernst Waldbrunn : Procureur général
- Christine Schuberth : Dodo

## Production
Les petites chattes sont toutes gourmandes a été réalisé comme suite indirecte du film Les Vierges folichonnes tourné la même année, dans la région de Wachau.
Le film a passé l'examen de la censure le 4 septembre 1969 et n'a été autorisé que pour les adultes (à partir de 18 ans). La première projection a eu lieu le 19 septembre 1969. Le tournage a eu lieu au début de l'été 1969 à Grein, dans le Bas-Mühlviertel (Basse-Autriche). Plus tard, Alle Kätzchen naschen a été distribué sous le titre racoleur Im Schloß der wilden Triebe.
Les décors du film ont été conçus par Ferry Windberger, les costumes par Lambert Hofer. Robert Fabiankovich était accessoiriste et décorateur. Erich Tomek était responsable de la production pour Lisa Film du producteur Karl Spiehs. Sieghardt Rupp et un certain nombre d'autres acteurs ont été post-synchronisés par des collègues. Rainer Brandt a doublé Ivan Nesbitt et a agrémenté ses dialogues allemands de son propre langage gouailleur.